# Moop
작동자 보호 수단(Means Of Operator Protection), 즉 MOOP는 의료 기술규격 IEC 60601-1의 표준에 도입된 개념이다. MOOP에는 전기적 안전이 있는데 전류나 정전기로부터 근로자에게 유해하고 위험한 영향을 방지하기 위한 조직적 조치 및 기술적 수단의 시스템이다.
전기 안전은 기술적 진보와 함께 발전했는데 1989년 OSHA은 일반 산업 규정에서 많이 필요한 규정을 공표했다. 몇 가지 표준은 위험한 에너지 또는 잠금 /  태그 아웃 제어를 위해 정의된다. 1995년 OSHA는 공공 부문에 대한 규제 공포에 성공했고 1994년에 설립된 전기 안전 국제 재단은 가정 및 직장에서 전기 안전 홍보에 독점적으로 전념하는 비영리 단체이다.
번개나 접지 보호 시스템은 사람이나 구조물의 보호, 낙뢰로 인한 기계적 파괴 및 화재, 송전선으로 인한 감전 및 과전류로 인한 전기장비의 위험으로부터 건물을 보호하는데 필수적이다.
보호시스템은 접지보호시스템과 번개보호시스템으로 나뉜다. 접지 보호 시스템은 TT시스템 테네시 시스템 IT시스템 등이 있고, 번개 보호 시스템은 대표적으로 피뢰침이 있다.

## 전기의 생리적효과
사람의 감전은 영구적인 장애나 사망으로 이어지는데, 전류의 주파수와 지속시간은 전류에서 사람까지의 손상을 결정하고, 감전으로 인한 영향은 심장박동이 중지되고 호흡이 막혀지고 근육경련을 일으킨다.
전기안전테스트는 전기를 사용하는 모든 제품의 안전한 작동을 보장하는데 반드시 필요하다. 다양한 정부와 기관이 전 세계적으로 판매되는 전기제품에 대한 엄격한 요구사항을 만들었고 대부분의 시장이 CE, UL, CSA 등과 같은 표준기관에 의해 공표된 안전표준을 준수해야 한다. 고전압테스트나 절연저항테스트, 접지 연속성테스트 및 누설전류 테스트, 환자누출전류시험 등이 있으며 이 테스트는 국제규격 IEC 60335, IEC 61010 등에 자세히 나와있다. IEC 60335는 가정용 기기에 대한 전기 안전 테스터에 널리 적용되는 표준이다.
고전압시험 - 테스트중인 장치에 상당히 높은 전압을 인가하여 수행되는 것으로 대부분의 경우 작동전압의 2배까지 버틸 수 있으며 정상적인 작동조건보다 더 큰 정보로 강조된 제품의 절연은 제품이 통과하기 위해서는 위반되어선 안된다,
절연 저항 테스트 - 저전압 시스템에 500V - 1000V의 전압을 적용하여 절연 저항 총계를 측정하는 것이다. 이 시험을 통과하기위한 제품의 최서 허용 저항값은 1MΩ이다. 많은 표준 및 안전기관에서 모든 제품에 대한 보편적인 테스트라고 명시되어 있고 관리절차나 수리 후에 수행될 수도 있다.
누설 전류 테스트 - 절연체 표면이나 케패시터 유전체를 가로질러 흐르는 누설전류를 측정한다. 일반적으로 테스트중인 제품의 정격 입력 전압의 110%에서 수행된다. 처음에는 의료기기에만 의무적이었으나 다양한 기계에도 적용된다.
육안검사 - 전기기술자가 전기테스트를 시작하기 전에 전기 설비를 조사하는 곳으로 장치가 잘못된 위치에 설치되었거나 과부하가 걸리거나 과열문제가 발생한 경우 장치가 고장 났거나 깨진 것을 표시한다.
죽은 테스트
- - 연속성 테스트: 잘못 연결된 도체가 있는 지 검사하는 테스트

- - 절연 저항 테스트: 도체를 감싸는 절연재료가 손상되었는지를 확인

- - 접지 배치 테스트: 접지의 배치가 규정을 준수하고 모든 연결이 올바른지 확인

- 실시간 테스트

- - 접지 결함 루프 임피던스 시험: 고장이 발생하는지 규정 된 시간 내에 전원 차단을 야기하는 요구 사항을 충족하는지 확인

- - RCD 테스트: RCD와 RCBO가 전기적으로 장착된 최신전기시스템에서 전기가 신체를 지면으로 통과할 때의 전기충격을 받을 때와 같이 회로 또는 설비에서 누락된 전기에 반응한다.

어스 연속성 테스트 - 테스트 대상 제품의 세 번째 핀과 외부 금속 바디 사이의 저항을 측정하여 수행한다. 허용 가능한 최대 값은 일반적으로 0.5Ω이지만 특정 표준은 0.1Ω을 지정할 수 있다.
관측된 손상이나 열화, 결함, 위험한 조건 및 현재의 안전에 대한 불이행을 상세하게 설명하는 주기적 검사 및 시험 보고서라고도 하는 전기 설치 상태 보고서(EICR)를 발행한다.